# Сорано
Сорано (італ. Sorano) — муніципалітет в Італії, у регіоні Тоскана, провінція Гроссето.
Сорано розташоване на відстані близько 110 км на північний захід від Рима, 130 км на південь від Флоренції, 55 км на схід від Гроссето.
Населення — 3464 особи (2014).
Щорічний фестиваль відбувається 6 грудня. Покровитель — святий Миколай.

## Демографія
Населення за роками:

Станом на 1 січня 2023 року в муніципалітеті офіційно проживало 212 іноземців з 26 країн, серед них 100 громадян країн Євросоюзу та 8 громадян України.

## Сусідні муніципалітети
- Аккуапенденте
- Кастелл'Аццара
- Латера
- Манчіано
- Онано
- Пітільяно
- Прочено
- Семпроніано